# Горобинець волосистий
Горобинець волосистий, гострокільник волосистий (Oxytropis pilosa) — вид рослин родини бобові (Fabaceae), поширений у Євразії від Франції до пн. Ірану й Сибіру.

## Опис
Багаторічна трава від 15 до 50 см заввишки. Стебла товсті, прямі, гіллясті, відстояче-волосисті. Прилистики від довгасто-яйцеподібних до ланцетних, (0.6)1–1.3 см, трав'янисті, з довгими трихомами, прикріплені до основи черешка, верхівка гостра. Листя 5–12 см, 15–29-листочкове, листочки від еліптичних до ланцетних, 1–2.3 × 0.3–1 см, обидві поверхні опушені. Суцвіття яйцевидно-довгасті; чашечка широко-циліндрична, 7–9 мм, з трихомами; віночок блідо жовтий, 11-14 мм довжиною; гострі кінці човників прямі. Боби від ланцетно-яйцеподібних до циліндричних, 1.5–2 × 1–1.5 см, з розлогими щільними білими тріхомами, верхівка гостра. Число хромосом 2n = 16.

## Поширення

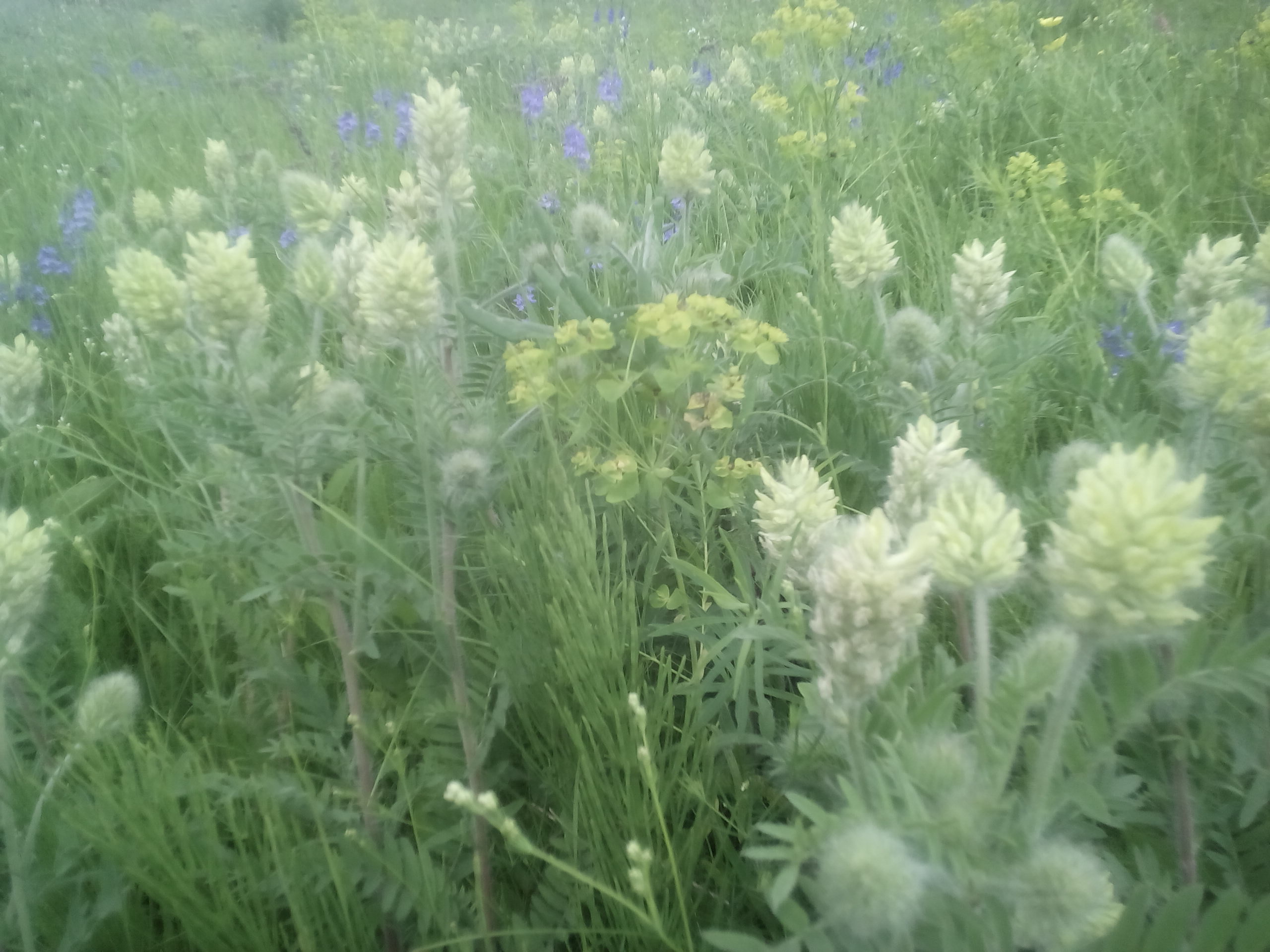
Горобинець волосистий у заказнику Чутівські степи

Поширений у Євразії від Франції до пн. Ірану й Сибіру.
В Україні зростає на степових ділянках і кам'янистих відслоненнях — в Степу і півд. ч. Лісостепу, зазвичай. Відомий з території західних областей України.

## Галерея

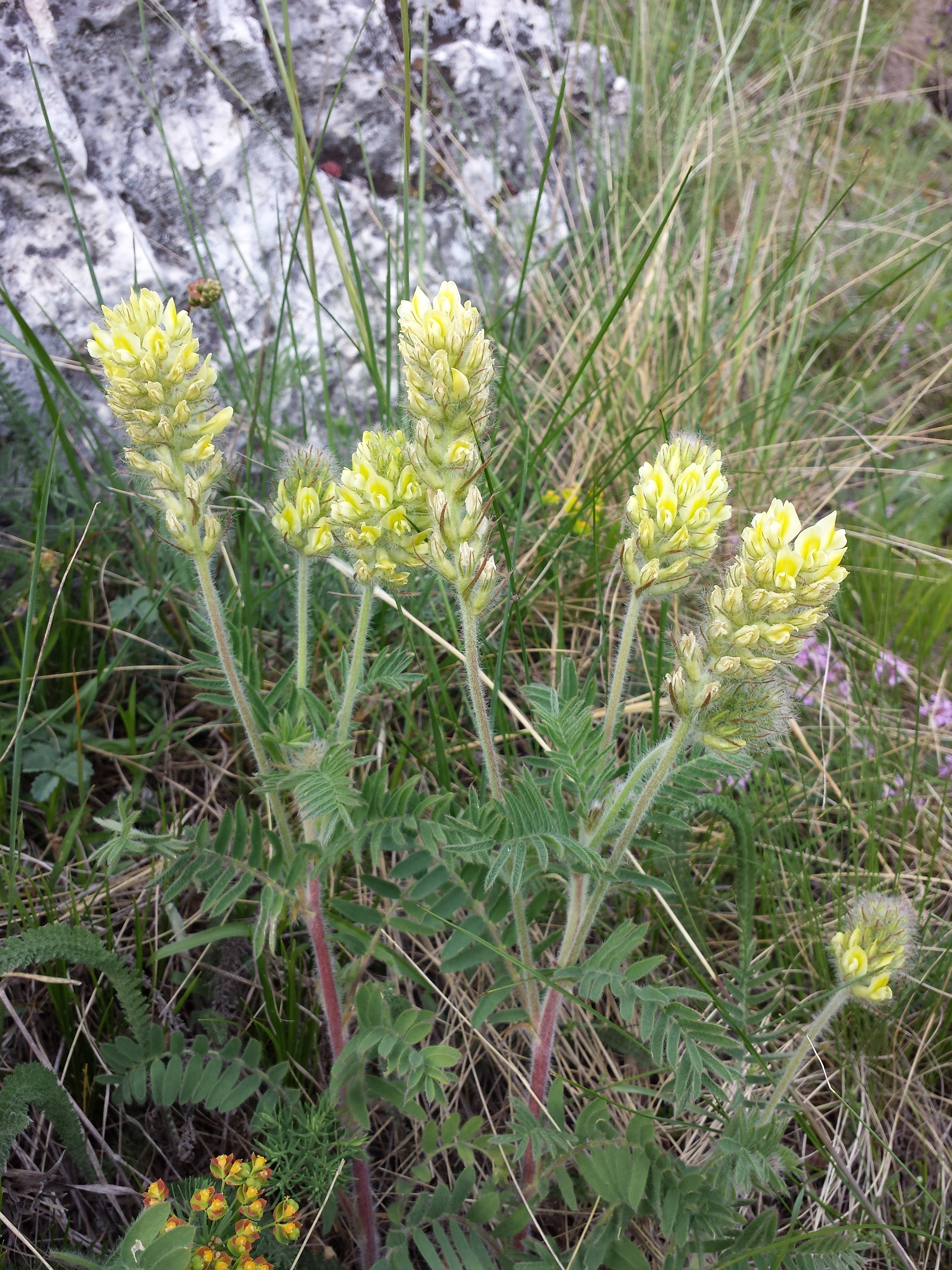
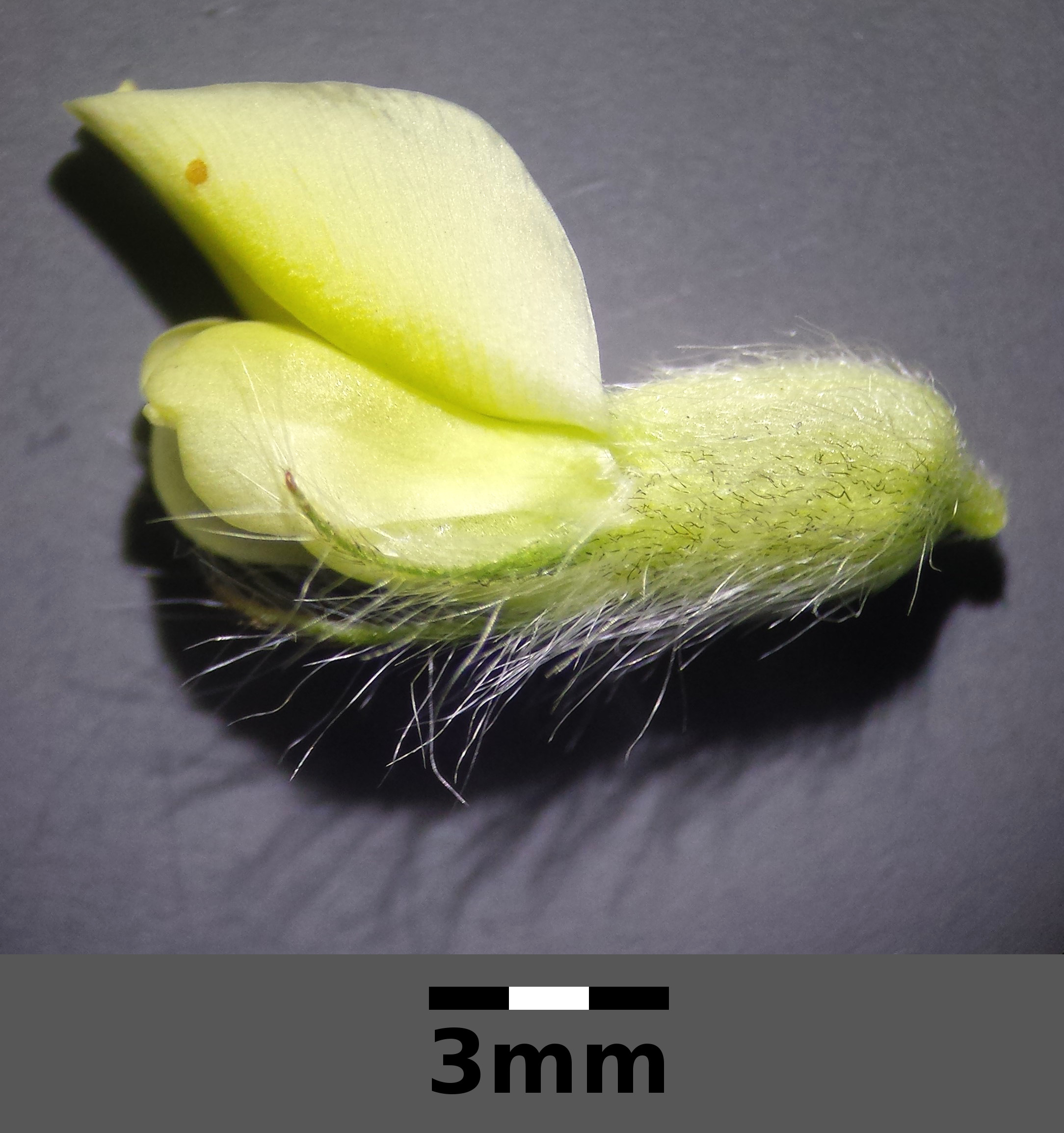